# Liste du patrimoine mondial au Royaume-Uni
Cet article recense les sites inscrits au patrimoine mondial au Royaume-Uni. Ces sites sont choisis par le comité du patrimoine mondial de l'UNESCO, une institution spécialisée de l'Organisation des Nations unies, pour leur valeur culturelle ou naturelle.
Le Royaume-Uni abrite trente-cinq sites inscrits au patrimoine mondial. Trente-et-un sont situés sur son territoire métropolitain : dix-neuf en Angleterre, sept en Écosse, quatre au pays de Galles et deux en Irlande du Nord (l'un des sites est partagé entre l'Angleterre et l'Écosse). Les quatre autres se trouvent dans les territoires britanniques d'outre-mer : un à Gibraltar, un aux Bermudes, un aux îles Pitcairn et un à Sainte-Hélène, Ascension et Tristan da Cunha. En dépit de leur localisation dans l'océan Atlantique, ces trois derniers sites sont listés dans la zone « Europe et Amérique du Nord », comprenant la métropole, par l'UNESCO.
Sur ces 35 sites, 30 sont inscrits à titre culturel, 3 à titre naturel et un, celui de Saint-Kilda, à titre mixte, à la fois culturel et naturel.
Le Royaume-Uni ratifie la Convention pour la protection du patrimoine mondial, culturel et naturel le 29 mai 1984. Les premiers sites britanniques sont inscrits deux ans plus tard, lors de la 10e session du Comité du patrimoine mondial en 1986.
La liste indicative de sites susceptibles d'être inscrits au patrimoine mondial, qui est tenue par le gouvernement britannique, comprend neuf sites supplémentaires en 2022, six culturels et trois naturels.

## Listes

### Patrimoine mondial
Les sites britanniques suivants sont inscrits au patrimoine mondial en 2024 (après la 46e session du Comité du patrimoine mondial).
Note : bien qu'une partie du bien de Paphos (la cité de Kourion) se situe sur le territoire des bases militaires souveraines d'Akrotiri et Dhekelia, sur l'île de Chypre, l'UNESCO attribue intégralement l'inscription à la république de Chypre (le bien n'est pas transfrontalier).
| Id.  | Bien                                                                                  | Nation ou territoire (comté)                 | Année     | Superficie (ha) | Critères et notes | Coordonnées | Illus. |
| ---- | ------------------------------------------------------------------------------------- | -------------------------------------------- | --------- | --------------- | --- | --- | ------ |
| 370  | Cathédrale et château de Durham                                                       | Angleterre (Durham)                          | 1986      | 8,79            | Culturel, (ii), (iv), (vi) Bien inscrit pour son architecture innovante, qui annonce le gothique dès le début du XIIe siècle. | 54° 46′ 30″ N, 1° 34′ 34″ O |        |
| 496  | Cathédrale, abbaye Saint-Augustin et église Saint-Martin à Canterbury                 | Angleterre (Kent)                            | 1988      | 18              | Culturel, (i), (ii), (vi) Bien inscrit pour son architecture unique et son importance historique dans l'évangélisation de la Grande-Bretagne. Le bien est constitué de trois sites distincts, correspondant à chacun des édifices cités dans son titre. | 51° 16′ 48″ N, 1° 04′ 59″ O 51° 16′ 41″ N, 1° 05′ 17″ E 51° 16′ 41″ N, 1° 05′ 38″ E |        |
| 374  | Châteaux forts et enceintes du roi Édouard Ier dans l'ancienne principauté de Gwynedd | Pays de Galles (Anglesey, Clwyd et Gwynedd)  | 1986      | 6               | Culturel, (i), (iii), (iv) Bien inscrit pour l'excellence de son architecture militaire. Comprend les châteaux de Beaumaris, Caernarfon, Conwy et Harlech, ainsi que les enceintes de Caernarfon et Conwy. | 53° 15′ 54″ N, 4° 05′ 24″ O 53° 08′ 20″ N, 4° 16′ 37″ O 53° 16′ 48″ N, 3° 49′ 34″ O 52° 51′ 36″ N, 4° 06′ 36″ O |        |
| 369  | Chaussée des Géants et sa côte                                                        | Irlande du Nord (Antrim)                     | 1986      | 70              | Naturel, (vii), (viii) Bien inscrit en tant que formation géologique unique. | 55° 14′ 28″ N, 6° 30′ 40″ O |        |
| 514  | Cœur néolithique des Orcades                                                          | Écosse (Orcades)                             | 1999      | 15              | Culturel, (i), (ii), (iii), (iv) Bien inscrit comme témoignage d'une culture unique du IIIe millénaire av. J.-C.. Comprend quatre sites distincts : Maeshowe, pierres levées de Stenness, cercle de Brodgar et Skara Brae | 58° 59′ 46″ N, 3° 11′ 24″ O 58° 59′ 38″ N, 3° 12′ 29″ O 59° 00′ 07″ N, 3° 13′ 44″ O 59° 02′ 56″ N, 3° 20′ 35″ O |        |
| 1468 | Colonies de l'Église morave                                                           | Irlande du Nord (Antrim)                     | 2024      |                 | Culturel, (iii), (iv) Le bien danois « Christiansfeld, une colonie de l'Église morave », inscrit en 2015, est étendu en 2024 à trois nouveaux sites en Allemagne, aux États-Unis et au Royaume-Uni, et renommé en conséquence. Un site au Royaume-Uni : Gracehill (en)                                                                                                   | 54° 51′ N, 6° 20′ O |        |
| 1500 | Ensemble des grottes de Gorham                                                        | Gibraltar                                    | 2016      | 28              | Culturel, (iii) Bien inscrit pour son potentiel archéologique, notamment au sujet des populations d'hommes de Néandertal y ayant vécu. | 36° 07′ 16″ N, 5° 20′ 31″ O |        |
| 430  | Frontières de l'Empire romain                                                         | Angleterre et Écosse                         | 1987      | 527             | Culturel, (ii), (iii), (iv) Bien inscrit comme illustrant « les techniques défensives et les stratégies géopolitiques de la Rome ancienne ». Bien transfrontalier commun avec l'Allemagne, qui inclut les murs d'Antonin et d'Hadrien. Le bien est constitué de 420 vestiges distincts (forts, tours de guets, murs, fossés, etc.), dont 193 sont situés au Royaume-Uni. | 55° 01′ 01″ N, 2° 16′ 59″ O 55° 58′ 01″ N, 4° 04′ 01″ O |        |
| 371  | Gorge d'Ironbridge                                                                    | Angleterre (Shropshire)                      | 1986      | 547,9           | Culturel, (i), (ii), (iv), (vi) Bien inscrit en tant que symbole des débuts de la révolution industrielle à la fin du XVIIIe siècle. | 52° 37′ 34″ N, 2° 28′ 23″ O |        |
| 487  | Île d'Henderson                                                                       | Îles Pitcairn                                | 1988      | 3 700           | Naturel, (vii), (x) Bien inscrit pour ses espèces animales et végétales endémiques. | 24° 22′ 01″ N, 128° 19′ 59″ O |        |
| 387  | Île de St Kilda                                                                       | Écosse (Hébrides extérieures)                | 1986 2005 |                 | Mixte, (iii), (v), (vii), (ix), (x) Bien inscrit en 1986 à titre naturel pour ses falaises et ses populations d'oiseaux, puis en 2005 à titre mixte pour les traces d'occupation humaine remontant à la préhistoire. | 57° 49′ 01″ N, 8° 34′ 37″ O |        |
| 740  | Îles de Gough et Inaccessible                                                         | Sainte-Hélène, Ascension et Tristan da Cunha | 1995      | 7 900           | Naturel, (vii), (x) Bien inscrit pour ses paysages et ses espèces animales et végétales endémiques. Deux composantes, pour chacune des deux îles, Gough et Inaccessible. | 40° 19′ 12″ S, 9° 56′ 24″ O 37° 18′ 22″ S, 12° 41′ 10″ O |        |
| 1084 | Jardins botaniques royaux de Kew                                                      | Angleterre (Grand Londres)                   | 2003      | 132             | Culturel, (ii), (iii), (iv) Bien inscrit pour son rôle dans l'essor de disciplines telles que la botanique et l'écologie. | 51° 28′ 48″ N, 0° 17′ 38″ O |        |
| 422  | Le District des Lacs anglais                                                          | Angleterre (Cumbria)                         | 2017      | 229 205,19      | Culturel, (ii), (v), (vi) | 54° 28′ 26″ N, 3° 04′ 55″ O |        |
| 1722 | Le Flow Country                                                                       | Écosse (Caithness et Sutherland)             | 2024      | 187,026         | Naturel, (ix) Comprend 7 sites : A' Mhòine (en)-Hope (en)-Loyal (en), Fiag, West Halladale (en), Skinsdale, East Halladale (en), Munsary et Shielton, Oliclett | 58° 22′ 59″ N, 4° 26′ 38″ O 58° 11′ 24″ N, 4° 35′ 49″ O 58° 23′ 56″ N, 4° 02′ 46″ O 58° 10′ 08″ N, 4° 06′ 25″ O 58° 19′ 48″ N, 3° 41′ 49″ O 58° 23′ 53″ N, 3° 20′ 06″ O 58° 22′ 48″ N, 3° 13′ 41″ O                                                             |        |
| 1633 | Le paysage d'ardoise du nord-ouest du pays de Galles                                  | Pays de Galles (Gwynedd)                     | 2021      | 3 259,01        | Culturel, (ii), (iv) Comprend 6 sites : - Carrière de Bryn Eglwys (en), village d'Abergynolwyn (en) et chemin de fer de Talyllyn | 53° 09′ 50″ N, 4° 04′ 12″ O 53° 07′ 34″ N, 4° 05′ 53″ O 53° 01′ 30″ N, 4° 16′ 59″ O 52° 59′ 13″ N, 4° 08′ 46″ O 52° 59′ 24″ N, 3° 55′ 48″ O 52° 37′ 59″ N, 3° 55′ 52″ O                                                                                         |        |
| 1485 | Le pont du Forth                                                                      | Écosse (Édimbourg et Fife)                   | 2015      | 7,5             | Culturel Bien inscrit comme « chef-d’œuvre du génie créateur » en raison de son style novateur et de sa taille. | 56° 00′ 04″ N, 3° 23′ 24″ O |        |
| 1613 | Les grandes villes d'eaux d'Europe                                                    | Angleterre (Somerset)                        | 2021      | 2 870           | Culturel, (ii), (iii) Bien transfrontalier avec l'Allemagne, l'Autriche, la Belgique, la France, l'Italie et la Tchéquie. 1 site au Royaume-Uni : Bath. | 51° 22′ 52″ N, 2° 21′ 32″ O |        |
| 1029 | Littoral du Dorset et de l'est du Devon                                               | Angleterre (Devon et Dorset)                 | 2001      | 2 550           | Naturel, (viii) Bien inscrit pour ses formations rocheuses et ses fossiles. 8 segments de côte distincts : - New Swanage à Studland Bay | 50° 39′ 36″ N, 3° 16′ 37″ O 50° 41′ 13″ N, 3° 07′ 37″ O 50° 42′ 22″ N, 2° 59′ 24″ O 50° 43′ 19″ N, 2° 50′ 31″ O 50° 37′ 52″ N, 2° 34′ 12″ O 50° 35′ 46″ N, 2° 27′ 29″ O 50° 36′ 54″ N, 2° 09′ 54″ O 50° 38′ 17″ N, 1° 55′ 37″ O                                 |        |
| 795  | Maritime Greenwich                                                                    | Angleterre (Grand Londres)                   | 1997      | 110             | Culturel, (i), (ii), (iv), (vi) Bien inscrit comme témoignage des développements de l'architecture européenne aux XVIIe et XVIIIe siècles. | 51° 28′ 44″ N, 0° 00′ 40″ O |        |
| 429  | New Lanark                                                                            | Écosse (South Lanarkshire)                   | 2001      | 146             | Culturel, (ii), (iv), (vi) Bien inscrit comme « modèle de communauté industrielle » illustrant la philosophie sociale de Robert Owen. | 55° 39′ 47″ N, 3° 46′ 59″ O |        |
| 1594 | Observatoire de Jodrell Bank                                                          | Angleterre (Cheshire)                        | 2019      | 17,38           | Culturel, (i), (ii), (iv), (vi) | 53° 14′ 31″ N, 2° 18′ 43″ O |        |
| 425  | Palais de Blenheim                                                                    | Angleterre (Oxfordshire)                     | 1987      |                 | Culturel, (ii), (iv) Bien inscrit comme archétype de la demeure princière européenne du XVIIIe siècle, dont l'architecture annonce le mouvement romantique. | 51° 50′ 31″ N, 1° 21′ 40″ O |        |
| 426  | Palais de Westminster, l'abbaye de Westminster et l'église Sainte-Marguerite          | Angleterre (Grand Londres)                   | 1987      | 10              | Culturel, (i), (ii), (iv) Bien inscrit pour son importance dans l'histoire politique de l'Angleterre, ainsi que pour son architecture. | 51° 29′ 56″ N, 0° 07′ 26″ O |        |
| 372  | Parc de Studley Royal avec les ruines de l'abbaye de Fountains                        | Angleterre (Yorkshire du Nord)               | 1986      | 309             | Culturel, (i), (iv) Bien inscrit pour l'association des ruines médiévales à un jardin aménagé du XVIIIe siècle, tous deux bien conservés. | 54° 06′ 58″ N, 1° 34′ 23″ O |        |
| 984  | Paysage industriel de Blaenavon                                                       | Pays de Galles (Torfaen)                     | 2000      | 3 290           | Culturel, (iii), (iv) Bien inscrit comme illustration de l'industrie minière dans le Pays de Galles méridional au XIXe siècle. | 51° 46′ 34″ N, 3° 05′ 17″ O |        |
| 1215 | Paysage minier des Cornouailles et de l'ouest du Devon                                | Angleterre (Cornouailles et Devon)           | 2006      | 19 719          | Culturel, (ii), (iii), (iv) Bien inscrit comme illustration de l'industrie minière dans le sud-est de l'Angleterre aux XVIIIe et XIXe siècles. 10 sites distincts : - District minier de la vallée du Tamar, Tavistock | 50° 07′ 59″ N, 5° 39′ 00″ O 50° 10′ 59″ N, 5° 25′ 01″ O 50° 07′ 59″ N, 5° 22′ 59″ O 50° 09′ N, 5° 12′ O 50° 13′ 01″ N, 5° 15′ 00″ O 50° 13′ 59″ N, 5° 09′ 00″ O 50° 18′ N, 5° 12′ O 50° 21′ N, 4° 45′ O 50° 30′ 00″ N, 4° 25′ 59″ O 50° 31′ 01″ N, 4° 13′ 01″ O |        |
| 1303 | Pont-canal et canal de Pontcysyllte                                                   | Pays de Galles (Wrexham)                     | 2009      | 105             | Culturel, (i), (ii), (iv) Bien inscrit comme « exploit du génie civil de la révolution industrielle ». | 52° 58′ 12″ N, 3° 05′ 17″ O |        |
| 1028 | Saltaire                                                                              | Angleterre (Yorkshire de l'Ouest)            | 2001      | 20              | Culturel, (ii), (iv) Bien inscrit comme « image vivante du paternalisme philanthropique de l'époque victorienne ». | 53° 50′ 20″ N, 1° 47′ 17″ O |        |
| 373  | Stonehenge, Avebury et sites associés                                                 | Angleterre (Wiltshire)                       | 1986      | 4 985           | Culturel, (i), (ii), (iii) Bien inscrit pour sa nature unique et ses associations spirituelles. Deux composants distincts, correspondant à chaque site | 51° 10′ 44″ N, 1° 49′ 34″ O 51° 25′ 44″ N, 1° 51′ 14″ O |        |
| 488  | Tour de Londres                                                                       | Angleterre (Grand Londres)                   | 1988      |                 | Culturel, (ii), (iv) Bien inscrit pour son influence sur l'architecture militaire médiévale. | 51° 30′ 29″ N, 0° 04′ 34″ E |        |
| 1030 | Usines de la vallée de la Derwent                                                     | Angleterre (Derbyshire)                      | 2001      | 1 229           | Culturel, (ii), (iv) Bien inscrit pour son rôle pionnier dans la révolution industrielle. | 53° 01′ 44″ N, 1° 29′ 17″ O |        |
| 728  | Vieille ville et Nouvelle ville d'Édimbourg                                           | Écosse (Édimbourg)                           | 1995      |                 | Culturel, (ii), (iv) Bien inscrit comme illustrant l'évolution de l'urbanisme européen entre le Moyen Âge et les XVIIIe et XIXe siècles. | 55° 57′ 00″ N, 3° 13′ 01″ O |        |
| 428  | Ville de Bath                                                                         | Angleterre (Somerset)                        | 1987      | 2 900           | Culturel, (i), (ii), (iv) Bien inscrit pour ses ruines romaines, ainsi que pour son architecture palladienne du XVIIIe siècle. | 51° 22′ 52″ N, 2° 21′ 32″ O |        |
| 983  | Ville historique de St George et les fortifications associées (en), aux Bermudes      | Bermudes                                     | 2000      | 258             | Culturel, (iv) Bien inscrit comme « exemple exceptionnel de ville coloniale fortifiée ». Le bien comprend 24 sites distincts. | 32° 22′ 44″ N, 64° 40′ 41″ O |        |

### Liste indicative

#### Propositions actuelles
| Id.  | Bien                                                                               | Nation ou territoire (comté)   | Année | Critères et notes                                                                                | Coordonnées                                                                         | Illus. |
| ---- | ---------------------------------------------------------------------------------- | ------------------------------ | ----- | ------------------------------------------------------------------------------------------------ | ----------------------------------------------------------------------------------- | ------ |
| 6687 | Cité de York : cœur historique urbain                                              | Angleterre (Yorkshire du Nord) | 2023  | Culturel, (i), (ii), (iii), (iv), (vi)                                                           | 53° 58′ N, 1° 05′ O                                                                 |        |
| 6688 | Parc Birkenhead, le parc du peuple pionnier                                        | Angleterre (Merseyside)        | 2023  | Culturel, (i), (ii), (iv)                                                                        | 53° 23′ 35″ N, 3° 02′ 28″ O                                                         |        |
| 6689 | Route de l'Atlantique oriental (en) : zones humides de la côte est de l'Angleterre | Angleterre                     | 2023  | Naturel, (x)                                                                                     | 52° 58′ N, 0° 18′ E                                                                 |        |
| 6690 | Parcs marins et zones protégées de Little Cayman                                   | Îles Caïmans                   | 2023  | Naturel, (vii), (ix), (x)                                                                        | 22° 55′ 23″ N, 87° 36′ 07″ O                                                        |        |
| 6691 | Mousa, Old Scatness et Jarlshof : le zénith des Shetland de l'âge du fer           | Écosse (Shetland)              | 2023  | Culturel, (iii), (iv), (v) La proposition remplace une proposition plus ancienne datant de 2012. | 59° 59′ 53″ N, 1° 10′ 34″ O 59° 52′ 44″ N, 1° 18′ 19″ O 59° 52′ 10″ N, 1° 17′ 28″ O |        |

#### Anciennes propositions
Les propositions suivantes ont été inscrites sur la liste indicative du Royaume-Uni avant d'en être retirées sans avoir donné lieu à une inscription au patrimoine mondial.
| Bien                                       | Nation ou territoire (comté)                 | Année     | Critères et notes                 | Coordonnées                  | Illus. |
| ------------------------------------------ | -------------------------------------------- | --------- | --------------------------------- | ---------------------------- | ------ |
| Chatham Dockyard et ses défenses           | Angleterre (Kent)                            | 2012-2023 | Culturel, (ii), (iv)              | 51° 39′ 47″ N, 0° 53′ 38″ E  |        |
| Creswell Crags                             | Angleterre (Derbyshire et Nottinghamshire)   | 2012-2023 | Culturel, (iii)                   | 53° 15′ 43″ N, 1° 11′ 53″ O  |        |
| Darwin's Landscape Laboratory              | Angleterre (Grand Londres)                   | 2012-2023 | Culturel, (iii), (vi)             | 51° 19′ 52″ N, 0° 03′ 04″ E  |        |
| Île de Sainte-Hélène                       | Sainte-Hélène, Ascension et Tristan da Cunha | 2012-2023 | Naturel, (x)                      | 16° 00′ S, 5° 45′ O          |        |
| Les monastères jumeaux de Wearmouth-Jarrow | Angleterre (Tyne and Wear)                   | 2012-2023 | Culturel, (ii), (iii), (iv), (vi) | 54° 54′ 47″ N, 1° 22′ 30″ O  |        |
| Îles Turques-et-Caïques                    | Îles Turques-et-Caïques                      | 2012-2023 | Naturel, (x)                      | 21° 19′ 59″ N, 71° 10′ 01″ O |        |

### Retiré
Un site a été classé sur la liste du patrimoine mondial, avant d'en être retiré :
| Id.  | Bien                      | Nation (comté)          | Année     | Superficie (ha) | Critères et notes | Coordonnées                 | Illus. |
| ---- | ------------------------- | ----------------------- | --------- | --------------- | --- | --------------------------- | ------ |
| 1150 | Liverpool – Port marchand | Angleterre (Merseyside) | 2004 2021 | 136             | Culturel, (ii), (iii), (iv) Le bien est délisté en 2021, les aménagements et constructions y ayant été menés depuis son inscription portant atteinte, selon l'UNESCO, « à l'authenticité et à l'intégrité du site ». | 53° 24′ 25″ N, 2° 59′ 38″ O |        |